# ハンジ・フリック
ハンジ・フリックことハンス＝ディーター・フリック（Hans-Dieter "Hansi" Flick，1965年2月24日 - ）は、西ドイツ・ハイデルベルク出身の元サッカー選手、サッカー指導者。FCバルセロナの監督を務める。現役時代のポジションはミッドフィールダー。

## 選手経歴
ドイツU-18代表に選出されるなど若いうちから頭角を現し、1985年、20歳でバイエルン・ミュンヘンに加入。MFとして5年間で104試合に出場し、5得点を挙げた。1990年にはケルンに移籍するも、怪我の影響もあって1993年に退団。その後は故郷の小クラブ、ヴィクトリア・バンメンタールで過ごした。

## 指導者経歴
ヴィクトリア・バンメンタール時代の1996年に同クラブの選手兼任監督に就任し、指導者としてのキャリアをスタートさせた。1999年にチームはオーバーリーガ（当時ドイツ4部相当）からの降格を余儀なくされたが、フリックはさらに1年監督を続けた。

### 1899ホッフェンハイム
2000年7月に当時オーバーリーガに所属していたTSG1899ホッフェンハイムの監督に就任。就任1年目にしてリーグ優勝を達成し、チームを3部に昇格させた。その後チームは3部中位をキープするが、目標としていた2部昇格は叶わず、契約満了により2005年11月19日に退任した。

### レッドブル・ザルツブルク（アシスタントコーチ）
翌年、フリックはジョバンニ・トラパットーニを新監督、ローター・マテウスを新ヘッドコーチに迎え入れたレッドブル・ザルツブルクのアシスタントコーチに就任した。フリックは世界で最も高名な監督の一人であるトラパットーニの下で働いたことで、特に戦術や選手との関係を発展させる上で多くのことを学んだと述べたが、トラパットーニのディフェンスを優先したやり方には同意できないとも述べている。

### ドイツ代表（アシスタントコーチ）

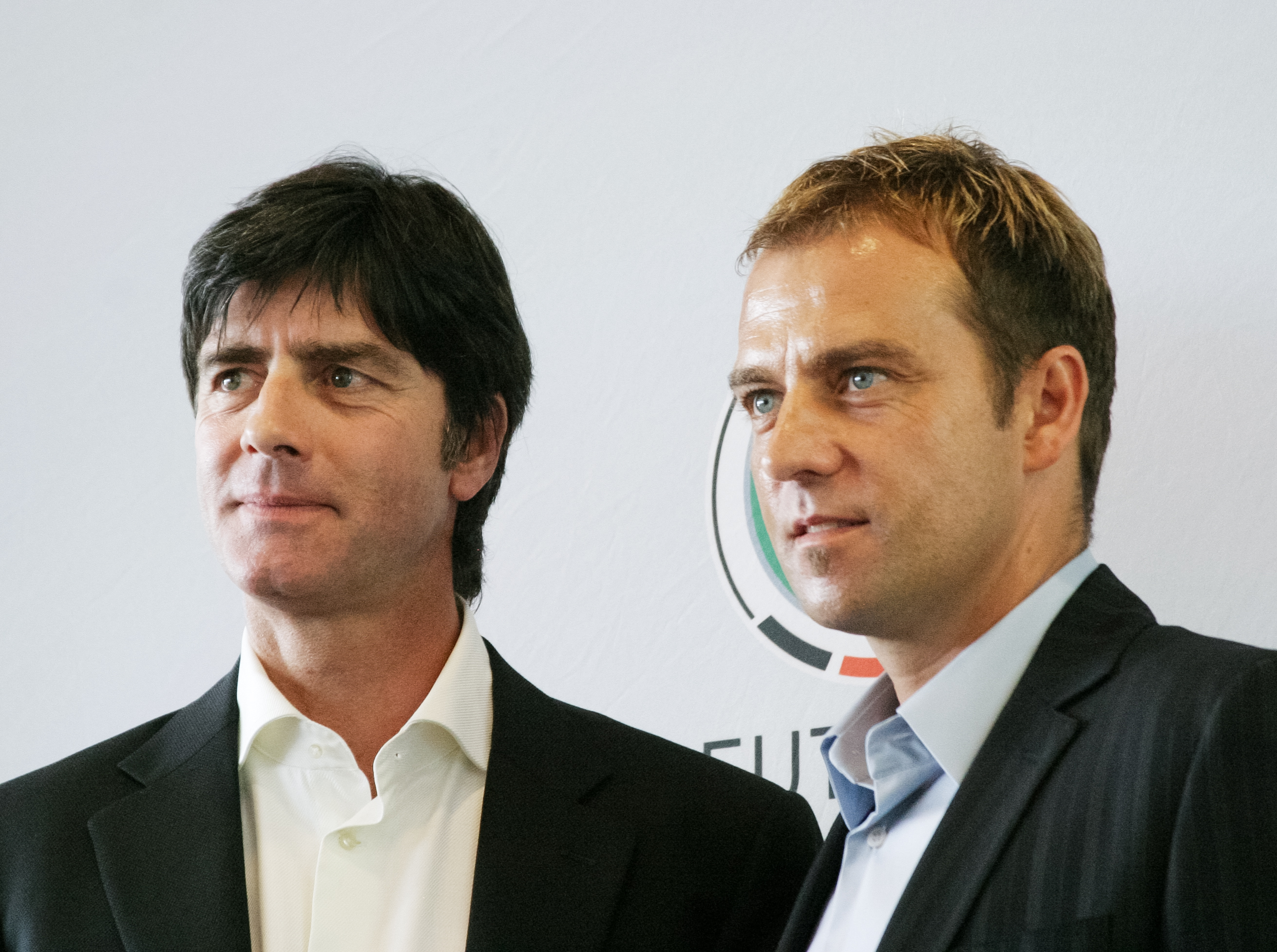
ヨアヒム・レーヴ（左）と並ぶフリック（右）

ザルツブルクでの若手発掘の手腕が評価され、2006年にドイツ代表のアシスタントコーチに就任。UEFA EURO 2008では、前の試合で監督のヨアヒム・レーヴが退場処分となっていたため、準決勝・ポルトガル戦で急遽チームを指揮、3-2で勝利しチームを決勝に導いた。その後も長らくレーヴ監督の右腕として活躍し、2014 FIFAワールドカップ・ブラジル大会では優勝を経験。ドイツ代表の黄金時代を支えた。ワールドカップ優勝直後の2014年、ドイツサッカー連盟のスポーツディレクターに就任し、一旦現場を離れた。

### バイエルン・ミュンヘン
2019年、FCバイエルン・ミュンヘンのアシスタントコーチに就任すると、11月3日に成績不振のため解任されたニコ・コヴァチ監督の後任として暫定監督に就任した。あくまでも暫定の監督であり、フリックもその立場を受け入れていたが、就任2試合目でドルトムントとのデア・クラシカーに4-0と圧勝、11月15日にバイエルンの正式な監督に就任した。この時にはカール＝ハインツ・ルンメニゲCEOが「少なくとも年内まで」と発言していたが、その後年内の8戦を6勝2分とチームを復活させ、12月22日にシーズン終了後までの続投がクラブ公式サイトで発表された。4月3日、監督就任後21試合18勝という圧巻のパフォーマンスが評価され、2023年6月30日までの契約延長が発表された。第32節のヴェルダー・ブレーメン戦で1-0と勝利し、チームを前人未踏のリーグ8連覇に導いた。UEFAチャンピオンズリーグでも、準々決勝ではFCバルセロナに8-2の歴史的大勝を収め、パリ・サンジェルマンFCとの決勝を結果は1-0だったもののシュート12本、ポゼッション63%と圧巻の内容で全勝優勝を果たした。
2020-21シーズンに入ると、選手の起用法に関してハサン・サリハミジッチSDと意見の相違が伝えられたが、本人は否定した。2021年2月にはDFBがドイツ代表の監督候補としてフリックの名を挙げ、本人も興味を示したため、バイエルンのカール＝ハインツ・ルンメニゲ代表取締役は不快感を表明する事態となった。同シーズンのチャンピオンズリーグ・準々決勝ではパリ・サンジェルマンFCに合計スコア3-3のアウェーゴール差で敗れ大会を去ることになると、サリハミジッチSDとの確執報道が加速。2021年4月17日のVfLヴォルフスブルク戦 (3-2)で勝利を挙げた後に退団希望を明言し、4月27日には同シーズン限りでのフリックの退団が発表された。

### ドイツ代表監督

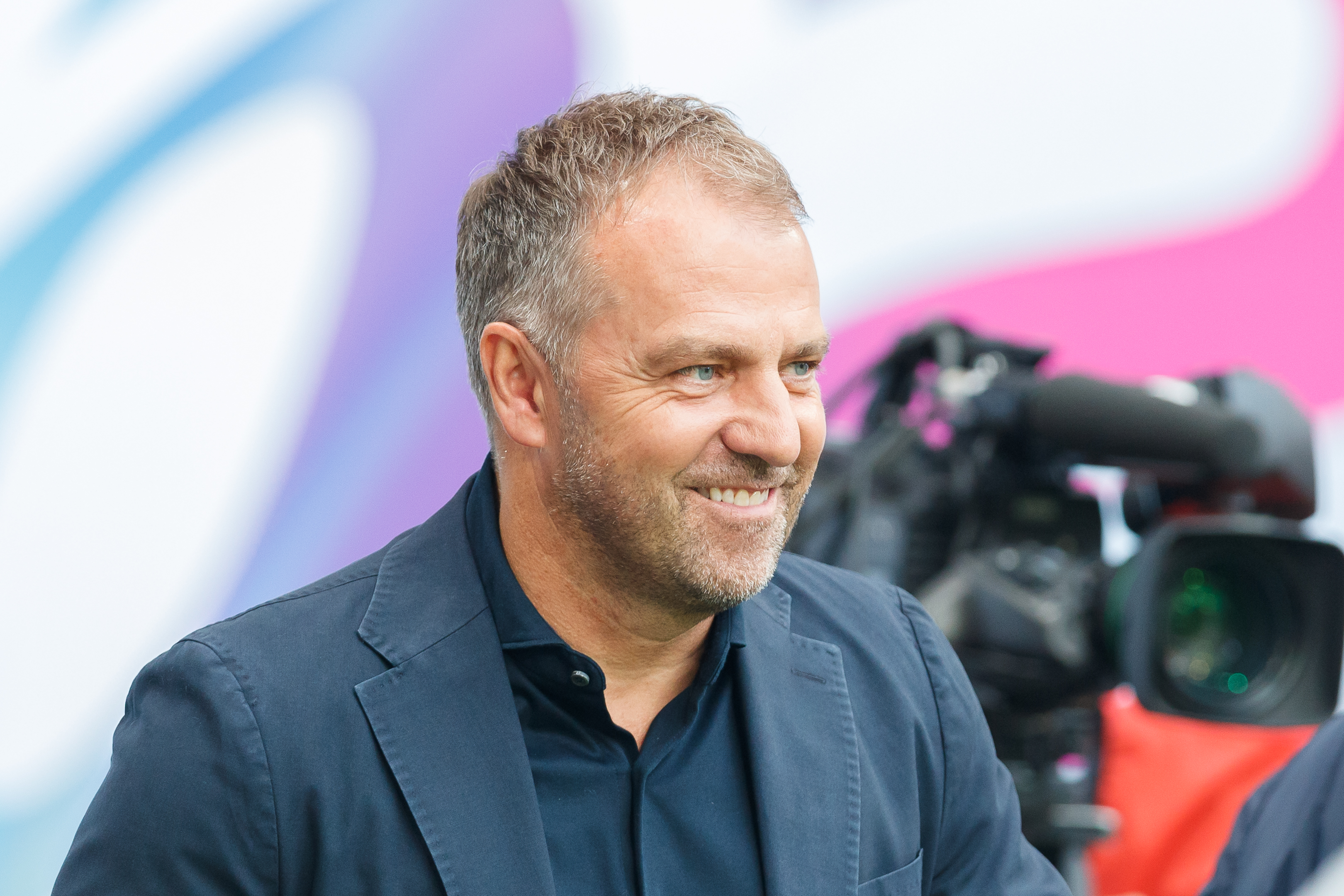
2022年のフリック

2021年5月25日、EURO 2020終了後のドイツ代表監督に就任することが発表された。
2022年W杯カタール大会は、欧州予選グループJを首位で通過して本大会出場を決めた。本大会の1次リーググループEでは日本に敗れ、スペインと引き分け、コスタリカに勝利して1勝1敗1分けだったが、勝敗で並んだスペインに得失点差で及ばずグループ3位となり、決勝トーナメントに進めず敗退した。
ワールドカップ後も留任したが、その後のチーム成績は低迷した。
2023年9月9日、ドイツのヴォルフスブルク、フォルクスワーゲン・アレーナで行われた日本との親善試合で1-4と大敗を喫した。ドイツ代表が国際Aマッチで3連敗を喫するのは1985年以来、38年ぶりのことだった。日本に敗れた後、自分はドイツ代表にとって適切な監督であると思っていると語ったが「プロのサッカー界では状況が変わる可能性があるし、何が起こるかは私には分からない」と付け加えた。その翌日にドイツ代表監督を解任された。1926年にドイツ代表監督という役職が作られてから、途中で解任された監督はフリックが初めてだった。代表監督として指揮を執った全25試合の中で勝ったのは12試合だけで、2023年に入ってからは6試合で1勝1分4敗だった。

### FC バルセロナ
2024年5月29日、スペインのFCバルセロナの監督に就任した。契約期間は2026年6月末までの2年間。ドイツ人監督がバルセロナを指揮するのは、ヘネス・ヴァイスヴァイラー、ウド・ラテックに続いてこれが史上3人目となる。
ラ・リーガではレヴァンドフスキ、ハフィーニャ、ヤマルの３トップを中心に爆発的な得点力を実現し、開幕10節の時点で9勝1敗、合計33得点を記録した。
過密日程での連戦となった10月23日のチャンピオンズリーグ予選バイエルン・ミュンヘン戦と26日のリーガ、レアル・マドリード戦ではそれぞれ4-1、4-0のスコアで大勝し、前者は6試合ぶり、後者は4試合ぶりの勝利を達成した。年末にはリーガ７試合で1勝2分4敗と急激に調子を落としたものの、年明けにはチームの立て直しに成功。レアル・マドリード相手に公式戦４戦全勝を果たしてスーペルコパ・デ・エスパーニャ、コパ・デル・レイ、ラ・リーガで優勝して史上初となる１シーズンでの国内三冠を達成した。チャンピオンズリーグでは6シーズンぶりの準決勝進出を果たすものの、準決勝ではインテルナツィオナーレ・ミラノ相手に延長戦までもつれ込む激闘の末に敗れた。

## 監督成績
2023年9月10日現在
| クラブ                       | 就任          | 退任           | 記録 | 記録 | 記録 | 記録 | 記録 | 記録 | 記録 | 記録   |
| クラブ                       | 就任          | 退任           | 試   | 勝   | 分   | 敗   | 得   | 失   | 差   | 勝率   |
| ---------------------------- | ------------- | -------------- | ---- | ---- | ---- | ---- | ---- | ---- | ---- | ------ |
| ヴィクトリア・バンメンタール | 1996年7月1日  | 2000年6月30日  | 122  | 44   | 33   | 45   | 205  | 218  | −13  | 036.07 |
| ホッフェンハイム             | 2000年7月1日  | 2005年11月19日 | 196  | 88   | 46   | 62   | 345  | 263  | +82  | 044.90 |
| バイエルン・ミュンヘン       | 2019年11月3日 | 2021年5月25日  | 86   | 70   | 9    | 7    | 255  | 85   | +170 | 081.40 |
| ドイツ                       | 2021年7月1日  | 2023年9月10日  | 25   | 12   | 7    | 6    | 60   | 30   | +30  | 048.00 |
| 合計                         | 合計          | 合計           | 429  | 214  | 95   | 120  | 865  | 596  | +269 | 049.88 |

## 獲得タイトル

### 選手時代
バイエルン・ミュンヘン
- ブンデスリーガ : 4回 (1985-86, 1986-87, 1988-89, 1989-90)
- DFBポカール : 1回 (1985-86)

### 監督時代

#### クラブ
バイエルン・ミュンヘン
- ブンデスリーガ : 2回 (2019-20, 2020-21)
- DFBポカール : 1回 (2019-20)
- DFLスーパーカップ : 1回（2020）
- UEFAチャンピオンズリーグ : 1回 (2019-20)
- UEFAスーパーカップ : 1回 (2020)
- FIFAクラブワールドカップ : 1回　(2020)

FCバルセロナ
- プリメーラ・ディビシオン : 1回 (2024-25)
- コパ・デル・レイ : 1回 (2024-25)
- スーペルコパ・デ・エスパーニャ : 1回 (2024-25)

#### 個人
- ドイツ年間最優秀監督賞 : 1回 (2019-20)
- UEFAクラブ・フットボール・アワード最優秀監督賞 : 1回 (2019-20)